# Eviota nigriventris
Eviota nigriventris és una espècie de peix de la família dels gòbids i de l'ordre dels perciformes.

## Morfologia
Els mascles poden assolir els 3 cm de longitud total.

## Distribució geogràfica
Es troba des de les Filipines fins a Melanèsia i l'est d'Austràlia.